# 松岙镇
松岙镇，是中华人民共和国浙江省宁波市奉化区下辖的一个乡镇级行政单位，辖区面积51.75平方公里，因位于松峰山之阳，峰高多岙，故称松岙:106-107。

## 历史
宋至清属忠义乡，民国初期属东忠义区，1925年属忠义区松岙市，1939年属莼湖区忠义七乡，1947年属忠义区松岙乡，1949年属莼湖区松岙乡，1950年改为莼湖区松溪乡、西溪乡、淡溪乡，1956年松溪乡、西溪乡、淡溪乡合并为松岙乡，1958年改为裘村公社松岙管理区，1961年改为松岙公社，属莼湖区，1983年改为松岙乡，2001年6月撤乡设立松岙镇:12-17、290、513:106。

## 行政区划
松岙镇下辖以下地区：
松岙社区、西岙村、上汪村、街横村、后山村、街一村、街二村、海沿村、山下村、湖头渡村、五百岙村、大埠村和淡溪村。